# Jeanne Ashworth
Jeanne Ashworth (Burlington, 1 juli 1938 - Wilmington nabij Plattsburgh, 4 oktober 2018) was een schaatsster uit de Verenigde Staten. Ze vertegenwoordigde haar vaderland op de Olympische Winterspelen 1960 in Squaw Valley (bronzen medaille), de Olympische Winterspelen 1964 in Innsbruck en de Olympische Winterspelen 1968 in Grenoble.
Na haar topsportcarrière werkte ze met haar vader in een snoep- en speelgoedwinkel, was ze deel van het lokale comité dat de Olympische Winterspelen 1980 in Lake Placid organiseerde, en was ze de stadsbestuurder van Wilmington (2000-2008).

## Resultaten

### Olympische Spelen
| Jaar | Plaats       | Resultaten                                                 |
| ---- | ------------ | ---------------------------------------------------------- |
| 1960 | Squaw Valley | 500 meter · 8e 1000 meter · 11e 1500 meter · 8e 3000 meter |
| 1964 | Innsbruck    | 4e 500 meter 11e 1000 meter 11e 3000 meter                 |
| 1968 | Grenoble     | 7e 1000 meter 16e 1500 meter 10e 3000 meter                |

### Wereldkampioenschappen
| Jaar | Plaats    | Resultaten   |
| ---- | --------- | ------------ |
| 1962 | Imatra    | 10e Allround |
| 1963 | Karuizawa | 10e Allround |
| 1968 | Helsinki  | 23e Allround |

## Persoonlijke records
| Afstand    | Tijd    | Datum            | Baan             |
| ---------- | ------- | ---------------- | ---------------- |
| 500 meter  | 44,40   | 29 december 1963 | Colorado Springs |
| 1000 meter | 1.34,70 | 6 februari 1968  | Grenoble         |
| 1500 meter | 2.30,30 | 6 februari 1968  | Grenoble         |
| 3000 meter | 5.14,00 | 6 februari 1968  | Grenoble         |